# João Amaro Maciel Parente
João Amaro Maciel Parente foi um sertanista do século XVII.
Em consequência do pedido do governador interino Manuel da Ressurreição, ele levantou em São Paulo uma companhia. O arcebispo escreveu em  30 de novembro de 1688 uma carta à Câmara da Vila e ao Capitão Mor de São Paulo, Tomás Fernandes de Oliveira, pois os índios, em defesa mútua, haviam formado uma confederação: estavam unidos os sucurus, paiacu, icó, ariú. Pedia os melhores cabos paulistas «para exterminar o flagelo». Portador da carta foi este filho de Estêvão Ribeiro Baião Parente, morto antes de novembro de 1679
Com o posto de capitão-mor lugar tenente de Matias Cardoso de Almeida, seguiu para a Bahia por mar e dirigiu-se pelo sertão para as margens do rio São Francisco, na planície do rio Verde, onde o esperava Matias.
Formaram-se então em meados de 1692 numerosas companhias.
A de João Amaro partiu de São Paulo em 18 de junho de 1693 com numeroso séquito conquistar a terrível nação de índios Guerens na capitania da Bahia, a chamado da câmara e povo. Destinou-se à barra do rio Jaguaribe, e ali ergueu arraial, e de lá foi para o Rio Grande do Norte atual, onde permaneceu quatro anos destruindo tribos indígenas, queimando aldeias, aprisionando o gentio, pelo que teve a recompensa do posto de coronel e uma grande sesmaria na Bahia (que vendeu depois ao coronel Manuel de Araújo Aragão pois em 1703 estava no rio das Velhas), com o senhorio da vila que o pai erguera sob a invocação de Santo Antônio. João Amaro em 1693 abriu uma estrada pelas matas de Ilhéus que vinha cortando pelo rio Pardo, Jequitinhonha e Salsa, a qual, infletindo depois para o Norte, ia ter ao rio Paraguaçu e dai às margens do rio São Francisco - foi a primeira e maior via que se obteve no sertão baiano.